# Calacoto
Calacoto es un barrio del Macro Distrito Sur de la ciudad de La Paz, Bolivia. Se encuentra a una altitud promedio de 3280 m s. n. m. al sudeste de la ciudad.

## Datos generales
Hace décadas, los barrios del sur y oeste de La Paz no existían como tales y eran principalmente regiones agrícolas o de pastoreo con pocas viviendas fijas o con casas de campo. El barrio de Calacoto comenzó a recibir pobladores en gran cantidad desde la década de los 50, después de que mucha gente proveniente del resto más urbanizado de La Paz, buscara un clima más cálido. 
Como resultado del rápido crecimiento de la población de La Paz, los fértiles y grandes terrenos de Calacoto y los lugares circundantes fueron adquiridos a precios bajos por gente del resto de la ciudad, que se estableció gradualmente de forma permanente. Con el paso del tiempo Calacoto se convirtió en una pequeña ciudad dormitorio donde la mayoría de sus habitantes aún trabajaban en el centro de ciudad. En la actualidad muchas empresas, oficinas, restaurantes, tiendas y bancos ya tienen sucursales o sedes en este barrio.
Hoy en día, la construcción de comercios y edificios de oficinas están desplazando a sus pobladores a lugares más alejados. El aumento del costo de vivienda y el carácter comercial que el barrio inevitablemente adquirió debido al crecimiento económico del lugar ha hecho que las grandes casas familiares sean vendidas para la construcción de edificios y locales comerciales.
Calacoto, al igual que los barrios de San Jorge,  Sopocachi, Miraflores, Obrajes, Achumani, La Florida, Aranjuez, Koani e Irpavi acogen a habitantes con niveles de ingreso medios y altos. 
En esta zona se encuentran las embajadas de México, Uruguay, Egipto, Irán, China, India, Nicaragua, Palestina, Colombia, Portugal, Corea del Sur, Rusia, El Salvador, República Dominicana y Panamá, así como el consulado de Australia.

## Toponimia
El nombre del barrio de Calacoto tiene un origen aimara, de hecho la palabra Calacoto viene de la unión de dos palabras en idioma Aimara, qala que significa piedra, y qutu que significa montón, es decir, proviene de Qala Qutu, que quiere decir pedregal o montón de piedras.

## Historia
Antes del establecimiento del régimen colonial este lugar se encontraba bajo el dominio absoluto del pueblo aimara, pues los españoles que se asentaron en el valle de Chuquiago, actualmente la ciudad de La Paz, fue una campiña agrícola de abastecimiento a esta urbe y a poblaciones circundantes, de esa manera la comunidad de Qala Qutu que habitaba el lugar pudo desarrollarse sin mayores sobresaltos. Esto se mantuvo hasta la época republicana, más propiamente hasta la presidencia de Mariano Melgarejo, quien dictó leyes agrarias según las cuales, la propiedad de la tierra se obtenía únicamente con un título de propiedad otorgado por el Estado Central, lo cual introdujo una divergencia entre propiedad comunal (hereditaria), y propiedad individual (adquirida). 
A pesar de no poseer títulos de propiedad, los agricultores aimaras trabajaban la tierra según el modelo de peonaje (característico del sigloXIX y principios del XX), hasta que la revolución de 1952 en Bolivia, introdujo la Ley de Reforma Agraria, la cual distribuyó la tierra al campesino.
Es después de la revolución de 1952 que se va dando un lento procesos de urbanización de la comunidad que poco a poco fue dejando de ser una comunidad eminentemente rural para pasar a ser una comunidad ya urbana, a raíz del crecimiento de la mancha urbana de la ciudad de La Paz, los comunarios fueron vendiendo sus tierras a los nuevos habitantes que llegaban con una visión más urbana (La venta de tierras se hizo individualmente, la influencia de la Revolución de 1952 despojó la noción 'comunal' de la tierra, de los habitantes originarios de la misma).
La sesión de los Derechos de Propiedad a individuos privados, trajo consigo el desarrollo exponencial de la modernización en la zona. 
Actualmente es parte de la centralidad económica del sector y en ella se aprecian calles modernas, y edificios residenciales de negocios y hoteles. 

## Comunicaciones
Calacoto está comunicada con el centro de la ciudad a través de las avenidas Av. José Ballivián que la conectan a la Av. Roma y Av. Hernando Siles consecutivamente, y una vía rápida, la Av. Costanera que le conecta desde el Pedregal hasta el parque La Cholas y de ahí con Aranjuez y Següencoma, siguiendo a Obrajes, Bajo Llojeta y la Av. Kantutani que termina en el barrio de San Jorge. Desde Calacoto se puede acceder a la mayoría de los barrios de la zona sur como: 
- Irpavi
- Los Pinos
- Koani
- Obrajes
- Achumani
- CotaCota
- Aranjuez